# Magnificent Seven (cimetières)
Pour les articles homonymes, voir Magnificent Seven.
Les Magnificent Seven (littéralement, les Sept Magnifiques) est un terme informel appliqué à sept grands cimetières privés à Londres, créés au xixe siècle pour réduire le surpeuplement des cimetières paroissiaux existants. 

## Contexte
Pendant des centaines d'années, presque tous les morts de Londres sont enterrés dans de petits cimetières paroissiaux, qui deviennent rapidement dangereusement surpeuplés. Des architectes tels que Sir Christopher Wren et Sir John Vanbrugh déplorent cette pratique et souhaitent la création de cimetières suburbains. Ce n'est que lorsque les visiteurs britanniques à Paris, dont George Frederick Carden, sont inspirés par son cimetière du Père-Lachaise, que suffisamment de temps et d'argent sont consacrés au projet de réforme, et des équivalents sont développés à Londres ; le premier à Kensal Green. 
Au cours des 50 premières années du XIXe siècle, la population de Londres augmente de plus du double, passant de 1 million à 2,3 millions. Des cimetières surpeuplés conduisent également à la décomposition de matières dans les réserves d'eau et à des épidémies. Il y a des incidents de fosses creusées sur des parcelles non marquées qui contenaient déjà des corps, et des corps souillés par des rats d'égout infiltrant les drainages des cimetières des rivières Tyburn, Fleet, Effra et Westbourne, relativement centrales, qui étaient utilisées comme égouts à cette époque, et plus tard entièrement rejetées dans les égouts de Londres.

## Les Cimetières
En 1832, le parlement adopte un projet de loi encourageant la création de cimetières privés en dehors du centre de Londres. Au cours de la décennie suivante, sept cimetières sont créés :
| Nom                        | Année d'ouverture       | Borough de Londres                                  | Zone postale | Fermé         | Remarques |
| -------------------------- | ----------------------- | --------------------------------------------------- | ------------ | ------------- | --- |
| Cimetière de Kensal Green  | 1833                    | Borough royal de Kensington et Chelsea              | W10          | Non           | Connu à l'origine comme le cimetière général de toutes les âmes. Le plus ancien des Magnificent Seven et toujours en activité. |
| Cimetière de West Norwood  | 1837                    | Borough londonien de Lambeth                        | SE27         | Partiellement | Connu à l'origine sous le nom de South Metropolitan Cemetery, c'est le premier cimetière au monde à utiliser le Style néogothique. Il est toujours utilisé pour les crémations et l’enfouissement dans les parcelles familiales est encore possible. |
| Cimetière de Highgate      | 1839 (Ouest) 1854 (Est) | Borough londonien de Camden, Haringey et Islington. | N6           | Non           | Divisé en cimetières Est et Ouest |
| Cimetière d'Abney Park     | 1840                    | Borough londonien de Hackney                        | N16          | Oui           | Il est devenu le principal lieu de sépulture des non-conformistes anglais lorsque Bunhill Fields a fermé. |
| Cimetière de Brompton      | 1840                    | Borough royal de Kensington et Chelsea              | SW10         | Non           | Détenu et entretenu par The Royal Parks. |
| Cimetière de Nunhead       | 1840                    | Borough londonien de Southwark                      | SE15         | Oui           | Connu à l'origine sous le nom de « All Saints' Cemetery ». |
| Cimetière de Tower Hamlets | 1841                    | Borough londonien de Tower Hamlets                  | E3           | Oui           | Également connu sous le nom de Bow Cemetery. Fermé en 1966. |

L'article 9 du Burial Act de 1852 exige de nouveaux lieux de sépulture dans une liste de paroisses urbaines de Londres (la Métropole) qui doit être approuvée par le secrétaire d'État. En 1981, l'historien de l'architecture Hugh Meller surnomme le groupe de cimetières « The Magnificent Seven » d'après le film américain du même nom datant de 1960 (en français, Les Sept Mercenaires),. 